# واحد تربیت بدنی ارتش سلطنتی
واحد تربیت بدنی ارتش سلطنتی ((به انگلیسی: Royal Army Physical Training Corps)(اختصاری RAPTC))، یک واحد مسئول در حفظ و ارتقاء سلامت بدنی و تناسب اندام در ارتش بریتانیا است و از زمان تأسیس آن در سال ۱۸۶۰، در آلدرشات مستقر بوده است. تمامی اعضای این نیرو، جزو مربیان تربیت بدنی ارتش سلطنتی هستند.

## تاریخچه
در طول جنگ کریمه، حدود ۲۷٬۰۰۰ سرباز بریتانیایی جان خود را از دست دادند که بیشتر آنها به دلیل بیماری بود و نه جراحات جنگی. تحقیقات پس از جنگ نشان داد که مرگ و میر بالا به دلیل وضعیت جسمانی ضعیف سربازان بوده است که مانع از مقابله آن‌ها با اثرات بیماری‌ها شده بود.
در سال ۱۸۶۰ تعدادی از اصلاحات نظامی آغاز شد که شامل بررسی روش‌های بهبود تناسب اندام سربازان در ارتش بود. در سال ۱۸۵۹، دفتر جنگ، سرهنگ فردریک ویلیام همیلتون و دکتر توماس گالبرایث لوگان را به کشورهای فرانسه و پروس اعزام کرد تا گزارشی دربارهٔ سیستم‌های تربیت بدنی در ارتش‌های آن‌ها تهیه کنند. گزارش آنها این موضوع را روشن ساخت که ارتش فرانسه از دهه ۱۸۴۰ برنامه جامع تربیت بدنی داشته و در سال ۱۸۵۲ یک مرکز تربیت بدنی تأسیس کرده بوده است؛ در حالی که ارتش پروس در سال ۱۸۴۲ آموزش تربیت بدنی نظامی را ایجاد کرده بود. سرهنگ همیلتون به‌طور قاطع توصیه کرد که دفتر جنگ باید سیستمی مشابه این سیستم‌های تربیت بدنی را برای ارتش بریتانیا ایجاد کند.

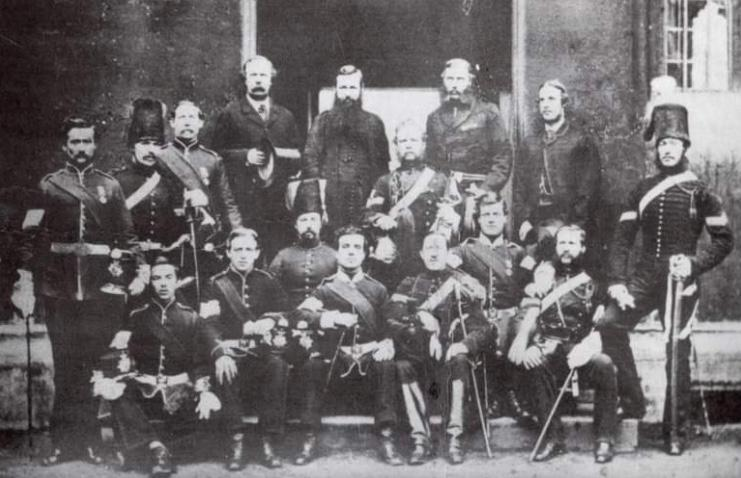
سرهنگ فردریک همیلتون (در ردیف پشتی سمت راست)

سرهنگ فردریک همیلتون و دوازده افسر دیگر تحت برنامه جامع تربیت بدنی در آکسفورد به مدت دوازده ماه زیر نظر متخصص و مربی تربیت بدنی آرچیبالد مک‌لارن (۱۸۲۰–۱۸۸۴) آموزش دیدند.
مک‌لارن که در اروپا آموزش دیده بود، در سال ۱۸۵۸ یک مرکز آموزشی در فرم ژیمناسیوم معروف در دانشگاه آکسفورد تأسیس کرده بود و در آنجا آموزش شمشیربازی و ژیمناستیک می‌داد. او مقر آموزش‌های خود به افسران انگلیسی را همان‌جا قرار داد.
مک‌لارن از تکنیک‌هایی که در باشگاه بدنسازی‌اش توسعه داده بود استفاده کرد. او تغییرات فیزیکی در مردان را با عکاسی قبل و بعد از تمرین و اندازه‌گیری‌های منظم برای بررسی پیشرفت آن‌ها ثبت کرد. پس از پایان دوره، مشخص شد که تناسب اندام هر مرد به‌طور قابل توجهی بهبود یافته و بدین‌ترتیب آن‌ها پایه‌گذار آنچه که امروزه به نام «کادر ورزشی ارتش» شناخته می‌شود، شدند. در سال ۱۸۶۱، باشگاهی در آلدرشات بر اساس همان باشگاه بدنسازی آکسفورد مک‌لارن ساخته شد.
اعضای کادر ورزشی ارتش در باشگاه‌های نظامی جدید مستقر شدند و سربازان را با تکنیک‌های جدید آموزش می‌دادند. سایر اعضای کادر ورزشی ارتش به واحدهای مختلف ارتش پیوستند و سربازان را در شمشیربازی، ژیمناستیک و سایر جنبه‌های جسمانی آموزش داده و فعالیت‌های ورزشی تفریحی را سازماندهی کردند. به دنبال رژیم جدید ورزشی، نرخ بیماری و مرگ و میر در ارتش بریتانیا کاهش یافت و اصلاحات در گزارشی در سال ۱۸۶۴ در مورد آموزش‌های ورزشی در ارتش بریتانیا تأیید شد.
کادر ورزشی ارتش در سال ۱۹۱۸ به «کادر آموزش جسمانی ارتش» تغییر نام داد و در سال ۱۹۴۰ با فرمان ارتش ۱۶۵ به عنوان «کادر آموزش جسمانی ارتش سلطنتی» شناخته شد.
مدرسان برجسته آموزش جسمانی ارتش شامل نیک استوارت، مربی پیشین ژیمناستیک و مدال‌آوران المپیکی بودند.
در جشنواره یادبود ۱۳ نوامبر ۲۰۱۰، هیو ادواردز اعلام کرد که کادر آموزش جسمانی ارتش عنوان «کادر آموزش جسمانی ارتش سلطنتی» را از ملکه دریافت کرده است و این تغییر عنوان بلافاصله به اجرا درآمد.